# Olsynium andinum
Olsynium andinum är en irisväxtart som först beskrevs av Rodolfo Amando Philippi, och fick sitt nu gällande namn av Pierfelice Ravenna. Olsynium andinum ingår i släktet Olsynium och familjen irisväxter. Inga underarter finns listade i Catalogue of Life.